# 交響曲第3番 (デ・メイ)
交響曲第3番「プラネット・アース」（Symphony No.3, "Planet Earth"）は、ヨハン・デ・メイの作曲した管弦楽と女声合唱、あるいは吹奏楽と女声合唱のための交響曲。

## 概要
交響曲第1番と第2番が当初吹奏楽のために書かれ、その後で管弦楽版が作られたのに対し、最初から管弦楽のために書かれたデ・メイの初めての交響曲となった。第2番はニューヨークの街への頌歌（Ode）であったが、第3番は対象を大きく広げ、地球への頌歌として書かれた。あらかじめ録音されたサウンドエフェクトが登場する点は第2番と共通するものの、「前二作とは違った音楽語法と手法を用いた」とデ・メイは語っている。またこの作品ではグスターヴ・ホルストの組曲「惑星」に倣って第1楽章と第3楽章に六部の女声合唱が導入され、重要な役割を果たしている。
吹奏楽版は2006年のコルチャーノ国際吹奏楽作曲コンクールに出品され、2位に入賞した。

## 作品の成立
- 管弦楽版

北オランダ管弦楽団の芸術監督（artistic director）であるマルセル・マンドス（Marcel Mandos）の依頼で作曲された。マンドスは交響曲第2番の管弦楽版の委嘱者でもある。初演は2006年3月2日、ロッテルダムのデ・トゥーレンにおいてオットー・タウスク指揮の北オランダ管弦楽団と北オランダコンサート・クワイア（North Netherlands Concert Choir）によって行われ、好評で迎えられた。楽譜はデ・メイの設立した出版社のアムステル・ミュージック（Amstel Music）からレンタル譜で提供されている。
- 吹奏楽版

管弦楽版の成立に続いて着手され、2006年12月29日にヘンリー・アダムズ指揮のブニョール・アルティスティカ交響吹奏楽団（Banda Sinfónica "La Artística" de Buñol）とバレンシア大学オルフェオン女声合唱団（Women's choir Orfeón Universitario de Valencia）によって、スペイン、アルテアで初演された。オランダ初演は2007年4月9日、マーストリヒトにおいて。日本初演は2007年6月8日、ザ・シンフォニーホールにおいて作曲者指揮の大阪市音楽団と大阪ハインリッヒ・シュッツ室内合唱団による。2007年にアムステル・ミュージックから楽譜が出版されている。

## 楽器編成
- 吹奏楽版

| 木管   | 木管                 | 金管                                                                     | 金管                                                                     | 弦・打                                                                   | 弦・打 |
| ------ | -------------------- | ------------------------------------------------------------------------ | ------------------------------------------------------------------------ | ------------------------------------------------------------------------ | --- |
| Fl.    | 3, Picc.             | Tp.                                                                      | 4                                                                        | Cb.                                                                      | 1 |
| Ob.    | 2, C.A.              | Hr.                                                                      | 6                                                                        | Timp.                                                                    | 1 |
| Fg.    | 2, Cfg.              | Tbn.                                                                     | 3, Bass                                                                  | 他                                                                       | B.D., Cym.2, S.D., S.Cym., Large Tam-tam, Tri.2, Glass Chimes, Glock., Crotales, Mar., T.Bell, Vib., Xylo., Dobachi(E, A), Finger Cym., Rainstick, Templeblock |
| Cl.    | 3, E♭, Bass          | Eup.                                                                     | ●(or Baritone)                                                           | 他                                                                       | B.D., Cym.2, S.D., S.Cym., Large Tam-tam, Tri.2, Glass Chimes, Glock., Crotales, Mar., T.Bell, Vib., Xylo., Dobachi(E, A), Finger Cym., Rainstick, Templeblock |
| Sax.   | Alt. 2 Ten. 2 Bar. 1 | Tub.                                                                     | 1                                                                        | 他                                                                       | B.D., Cym.2, S.D., S.Cym., Large Tam-tam, Tri.2, Glass Chimes, Glock., Crotales, Mar., T.Bell, Vib., Xylo., Dobachi(E, A), Finger Cym., Rainstick, Templeblock |
| その他 | その他               | チェロ、ピアノ、チェレスタ、ハープ、女声合唱（六部）、サウンドエフェクト | チェロ、ピアノ、チェレスタ、ハープ、女声合唱（六部）、サウンドエフェクト | チェロ、ピアノ、チェレスタ、ハープ、女声合唱（六部）、サウンドエフェクト | チェロ、ピアノ、チェレスタ、ハープ、女声合唱（六部）、サウンドエフェクト                                                                                       |

## 楽曲
全3楽章からなり、演奏時間は約50分。各楽章はサウンドエフェクトで連結され、切れ目なく演奏される。また、作曲にあたっては何らかの物語を描写しようとしたものではなく、他の作品と同様に、喚起されるイメージはあくまで抽象的なものだとデ・メイは述べている。
- 第1楽章　ロンリー・プラネット（Lonely Planet）

サウンドエフェクトの衝撃音で始まり、「ビッグバンが我々を大宇宙へと打ち上げる。彗星や惑星たちが聴衆を囲む」。そこに合唱や楽器群が「ホルストの『惑星』の終結と同じ楽器法、雰囲気」の神秘的な響きで加わってくる。後半は「コンチネンタル序曲」(1995)と素材が共通する開放的な響きでクライマックスを作り、再びサウンドエフェクトが現れて次の楽章に続く。
- 第2楽章　プラネット・アース（Planet Earth）

第1楽章冒頭の荒涼とした風景とは対照的に、地上の田園的な光景が描かれる。冒頭に現れるホルンのユニゾンによる旋律は、作品全体の核となり、全曲の要素を導き出していくごく少数の素材の一つである。
- 第3楽章　マザー・アース（Mother Earth）

金管楽器のファンファーレで始まる。第二楽章の動機をもとにした活発な前半に対し、テンポを落とす後半は第一楽章の旋律が回帰し、楽団の機能を最大限に発揮した壮大な讃歌となる。合唱はホメーロス風讃歌の「ガイアへの讃歌」を歌う。